# Alison Williamson
Alison Williamson, britanska lokostrelka, * 3. november 1971.
Williamson je sodelovala na lokostrelskem delu leta 1992, leta 1996, leta 2000 in leta 2004.